# Міський тунель (Гетеборг)
Västlänken — залізничний проект, у стадії будівництва для місцевих і регіональних поїздів у тунелі під центром шведського міста Гетеборг. 
 
Проект має спростити доступ до пунктів призначення в Гетеборзі та на заході Швеції.
Тунелем курсуватиме 5 маршрутів регіонального транспорту що 15 хвилин (у години пік) (в іншому випадку що 30 хвилин). 

## Технічне планування
Довжина двоколійної лінії становить близько восьми кілометрів, з яких 6 км прокладено тунелями. 
Тунель матиме нову підземну станцію під Гетеборг-Центральний, а також підземні станції Корсвеген та Гага. 

Підготовка до будівництва розпочата у 2016 році, будівництво розпочато у 2018 році, а введення в експлуатацію заплановано на 2026 рік. 
Пропускна здатність кінцевої станції Гетеборг вважається вичерпаною в годину пік. 
 
Головний вокзал має бути доповнений чотирма підземними коліями на двох платформах. 
Станції Корсвеген та Гага із моменту відкриття матимуть чотири колії. 

Проект фінансується коштом від міського збору за затори. 
Згідно зі звітом Göteborgs-Posten, розрахункова вартість зросла з 300 мільйонів євро в 1989 році до 2,3 мільярда євро у 2009 році. 
 
Trafikverket оцінює вартість будівництва у 20 мільярдів крон на рівні цін 2009 року. 